# Juf
Juf è una frazione di circa 25 abitanti del comune svizzero di Avers, nella regione Viamala (Canton Grigioni). Posto a un'altitudine di 2 126 m s.l.m., è il centro abitato permanentemente più alto della Svizzera e tra i più alti d'Europa., circondato dalle Alpi dell'Adula (sottogruppo delle Alpi Lepontine, a loro volta parte delle Alpi centrali secondo la partizione delle Alpi o Alpi Nord-occidentali secondo la SOIUSA).

## Geografia fisica

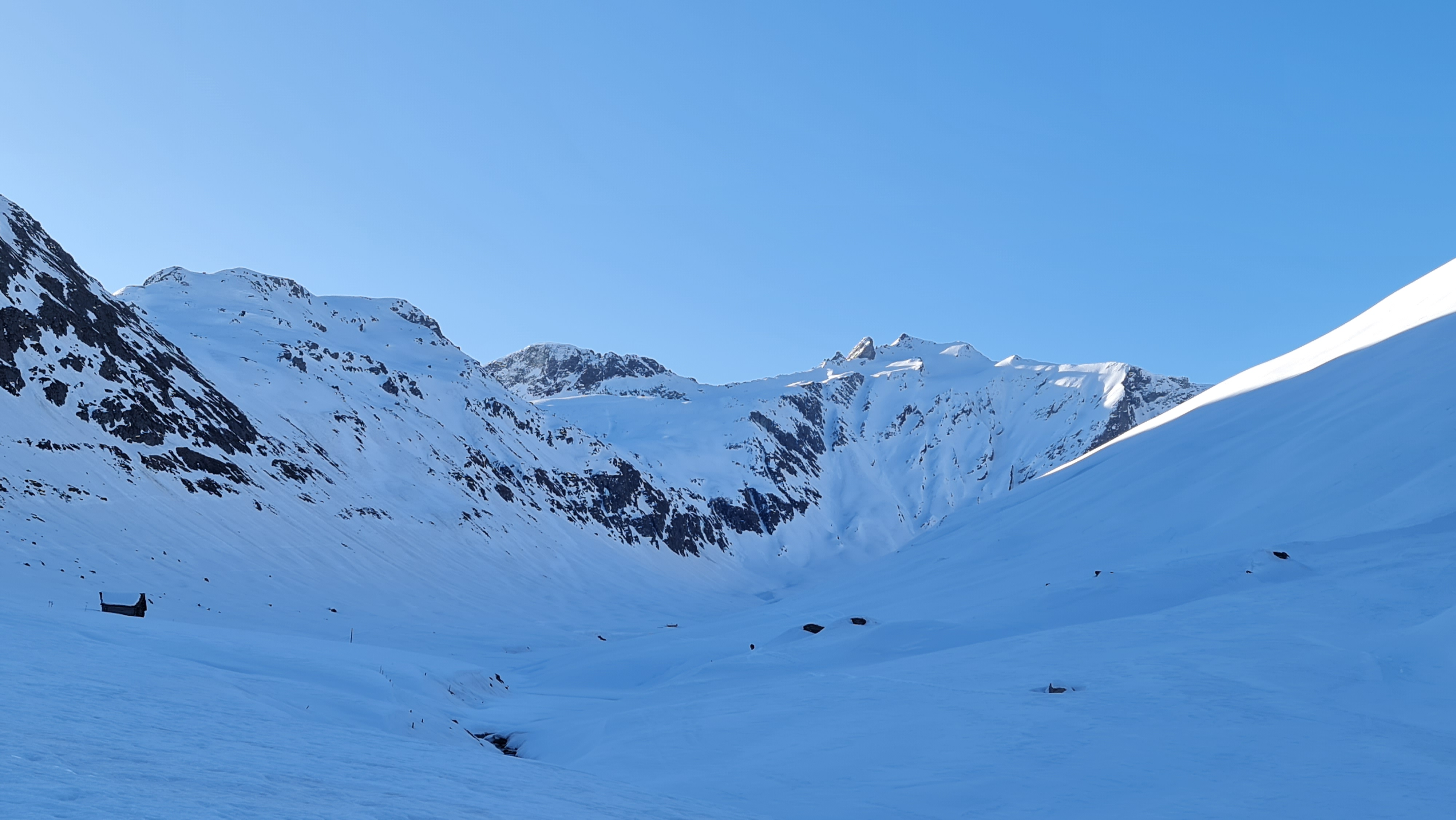
Il Piz Forcellina e il Piz Turba visti da Juf

Il paese è situato nell'omonima valle, laterale di quella del Reno di Avers.

## Storia
I suoi primi abitanti furono i Walser arrivati nel 1292.

## Società

### Evoluzione demografica
L'evoluzione demografica è riportata nella seguente tabella:
Abitanti censiti

## Economia
L'economia locale trae impulso principalmente dall'agricoltura e dal turismo.